# Troy Ceasar
Troy Ceasar (Road Town, Islas Vírgenes Británicas, 13 de mayo de 1994) es un futbolista de las Islas Vírgenes Británicas que juega en la posición de defensa central y que actualmente milita en el Potros FC de la United Premier Soccer League de Estados Unidos.

## Carrera

### Club
| Periodo   | Club                   |
| --------- | ---------------------- |
| 2011–2015 | VG Ballstarz           |
| 2015–2016 | Andrew Fighting Tigers |
| 2017–2018 | Life Running Eagles    |
| 2019-     | Potros FC              |

### Selección nacional
Caesar debutó con Islas Vírgenes Británicas en 2010. Su primer gol internacional lo anotó el 21 de marzo de 2019 en el empate 2-2 ante Islas Turcas y Caicos por la clasificación para la Liga de Naciones Concacaf 2019-20.